# Fontrailles
Fontrailles ist eine französische Gemeinde mit 168 Einwohnern (Stand 1. Januar 2022) im Département Hautes-Pyrénées in der Region Okzitanien (vor 2016: Midi-Pyrénées). Sie gehört zum Arrondissement Tarbes und zum Kanton Les Coteaux.
Die Einwohner werden Fontraillais und Fontraillaises genannt.

## Geographie
Die Gemeinde Fontrailles liegt auf dem nördlichen Plateau von Lannemezan, circa 26 Kilometer nordöstlich von Tarbes in der historischen Grafschaft Bigorre an der Grenze zum Département Gers. Im Osten markiert die Baïse Darré die Gemeindegrenze; im Westen reicht das Gemeindegebiet bis an den Oberlauf der Osse.
Umgeben wird Fontrailles von den sieben Nachbargemeinden:
| Sarraguzan (Département Gers) | Manas-Bastanous (Département Gers)          | Barcugnan (Département Gers) |
| Bernadets-Debat               | Kompassrose, die auf Nachbargemeinden zeigt | Duffort (Département Gers)   |
|                               | Trie-sur-Baïse                              | Sadournin                    |

## Einwohnerentwicklung
Nach Beginn der Aufzeichnungen stieg die Einwohnerzahl bis zur Mitte des 19. Jahrhunderts und erneut in der zweiten Hälfte des gleichen Jahrhunderts auf Höchststände von jeweils rund 505. In der Folgezeit sank die Größe der Gemeinde bei kurzen Erholungsphasen bis zur zweiten Dekade des 21. Jahrhunderts auf 140 Einwohner.
| Jahr      | 1962 | 1968 | 1975 | 1982 | 1990 | 1999 | 2006 | 2011 | 2022 |
| --------- | ---- | ---- | ---- | ---- | ---- | ---- | ---- | ---- | ---- |
| Einwohner | 215  | 211  | 172  | 153  | 146  | 147  | 151  | 140  | 168  |

## Sehenswürdigkeiten
- Pfarrkirche Martyre-de-Saint-Jean-Baptiste aus dem 17. bis 18. Jahrhundert mit zwei Seitenkapellen
- Kapelle Saint-Roch aus dem 18. oder 19. Jahrhundert

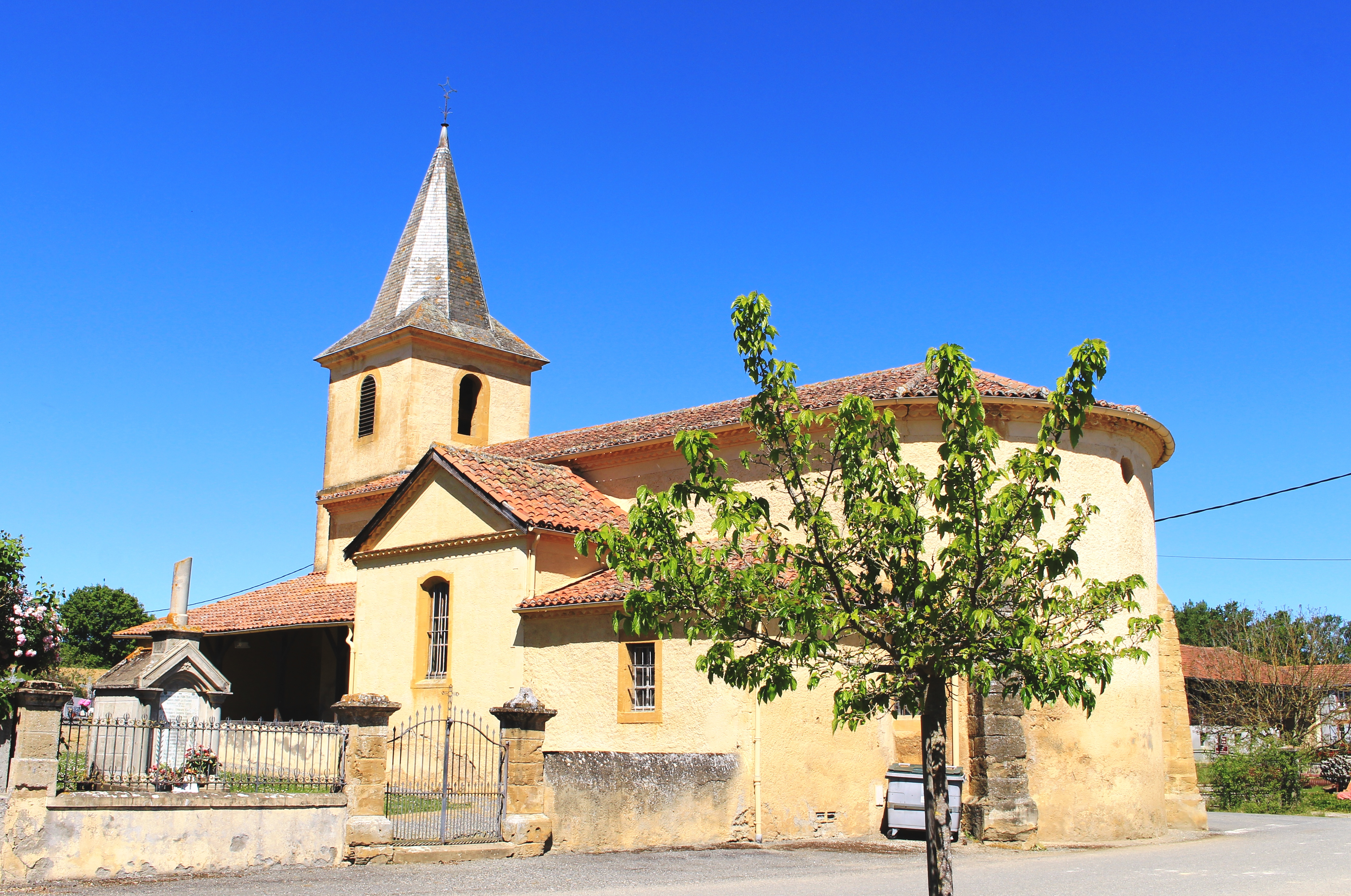
Pfarrkirche Martyre-de-Saint-Jean-Baptiste
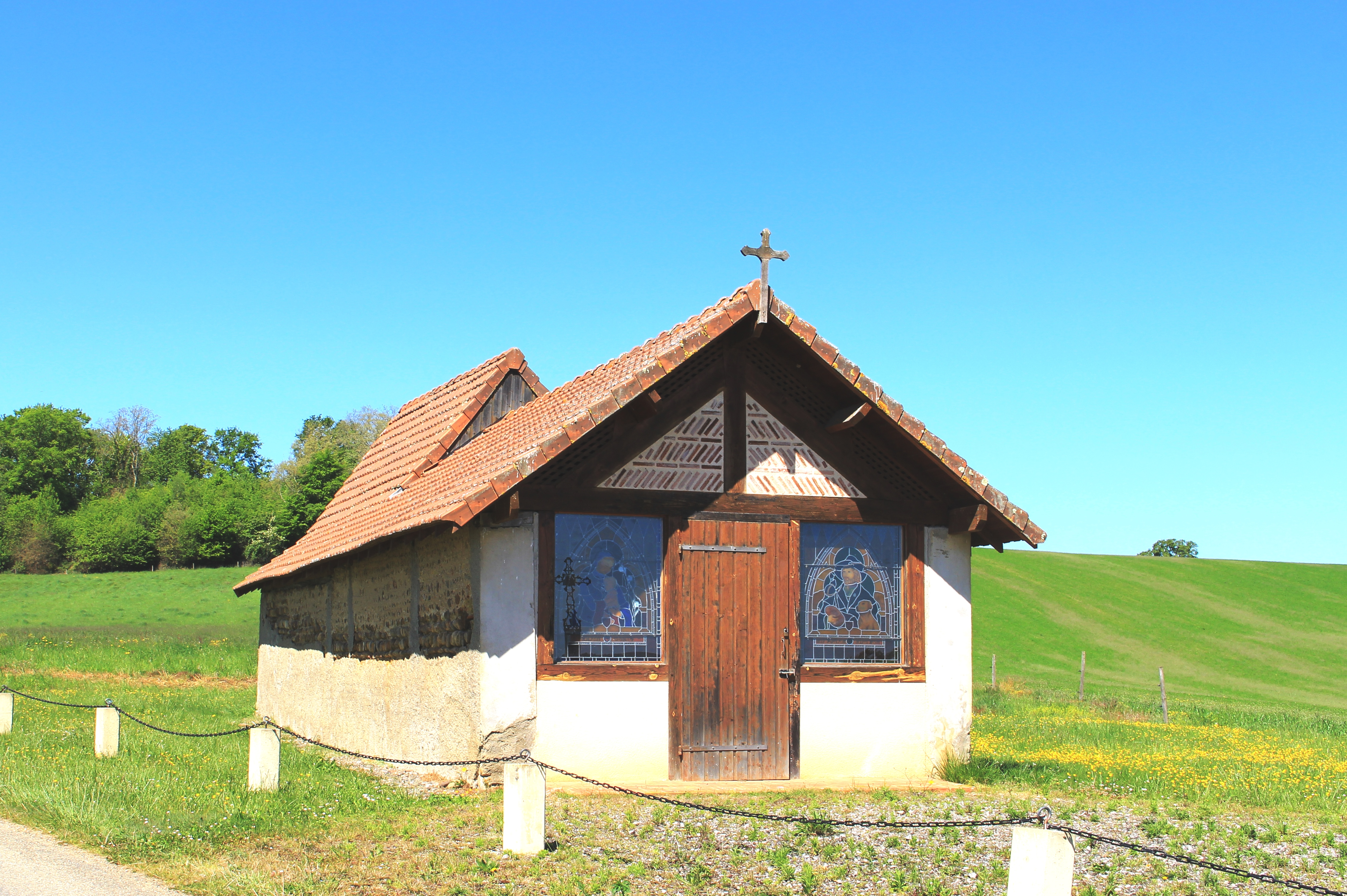
Kapelle Saint-Roch
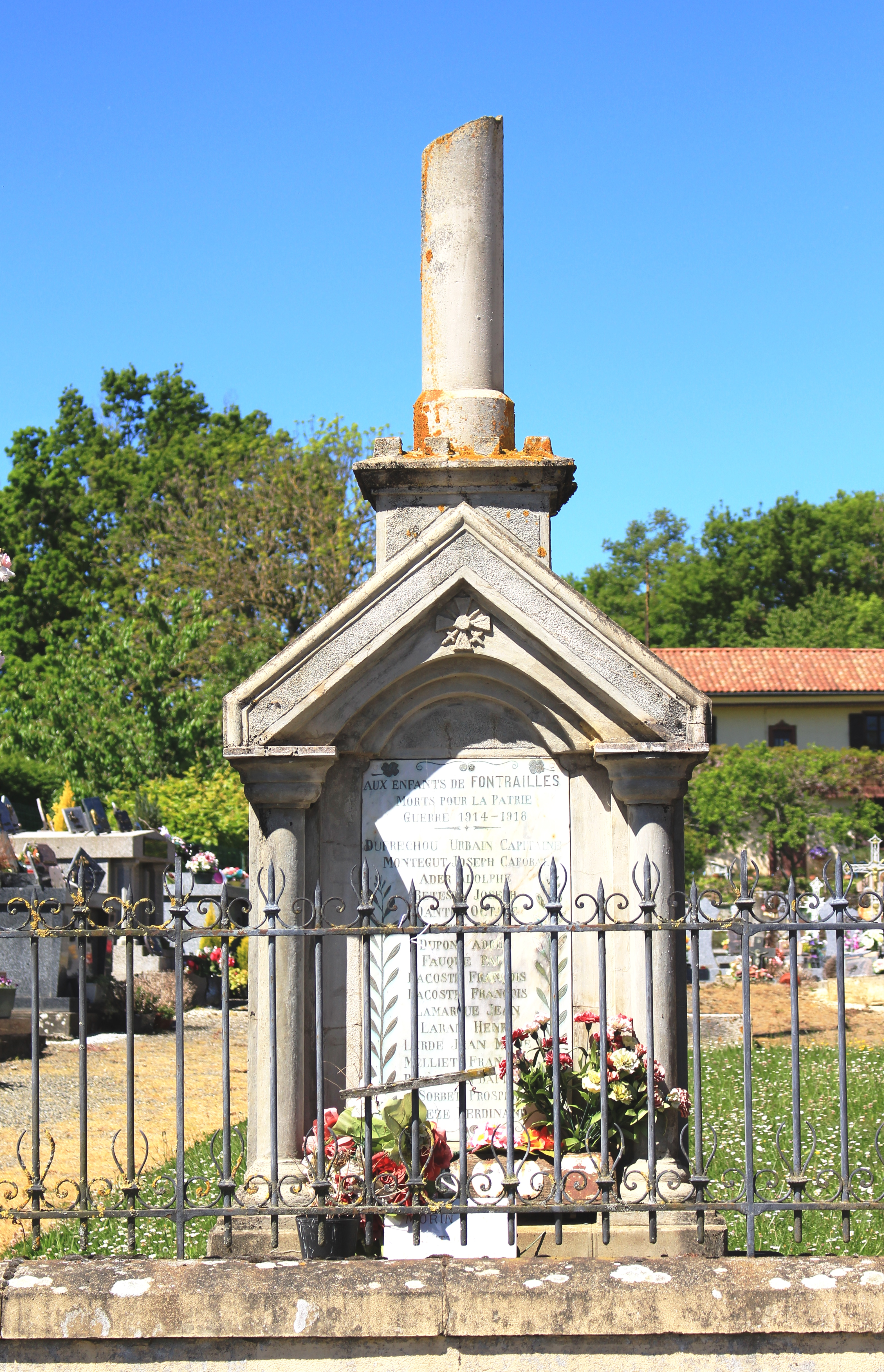
Gefallenendenkmal

## Wirtschaft und Infrastruktur
Fontrailles liegt in den Zonen AOC der Schweinerasse Porc noir de Bigorre und des Schinkens Jambon noir de Bigorre.

### Verkehr
Fontrailles wird durchquert von den Routes départementales 17 (Gers: 3), 39 (Gers: 211), 40, 239 und 939, die ehemalige Route nationale 639.

## Persönlichkeiten
Louis d’Astarac de Fontrailles, geboren gegen 1605 in der Gascogne, gestorben am 15. Juli 1677, war Markgraf von Marestang und Vicomte von Fontrailles. Er beteiligte sich an der Cinq-Mars-Verschwörung gegen Kardinal Richelieu im Jahre 1642, an der Cabale des Importants im Jahre 1643 gegen Jules Mazarin und später an der Fronde. Anschließend zog er sich auf sein Lehen zurück und schrieb seine Memoiren, die insbesondere seine Rolle bei der Cinq-Mars-Verschwörung beleuchten und 1663 erschienen.